# 누쿨라엘라에 환초

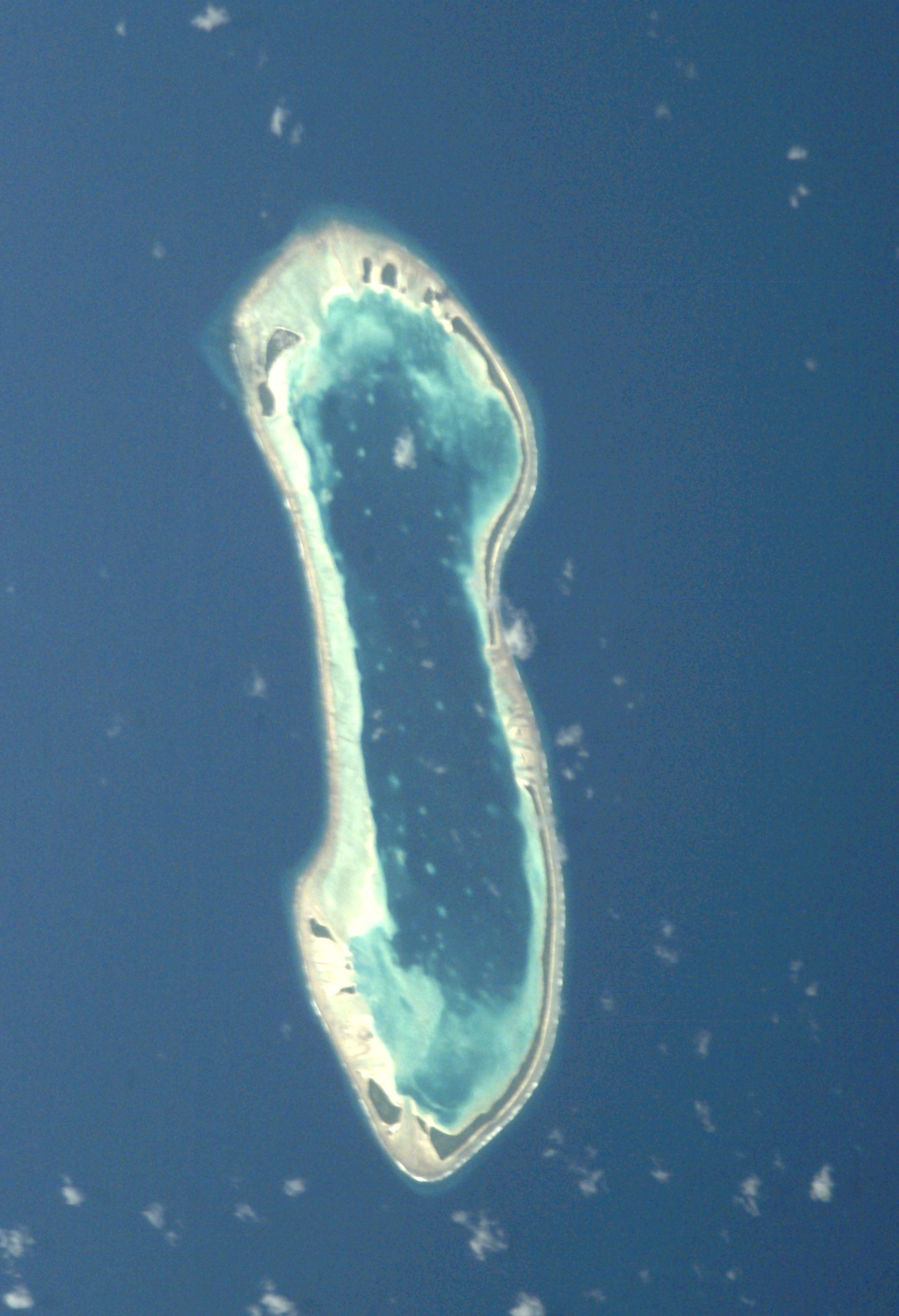
누쿨라엘라에 환초 위성사진

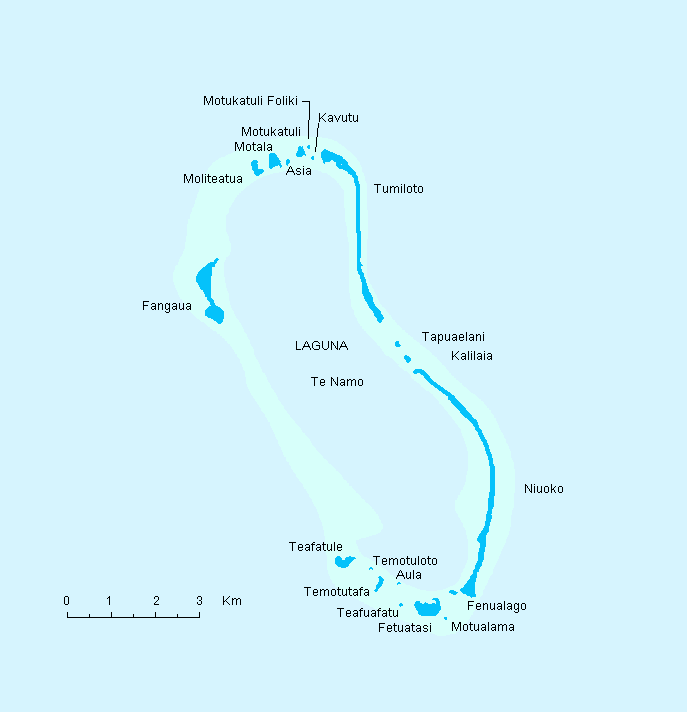
누쿨라엘라에 환초

누쿨라엘라에 환초(Nukulaelae)는 투발루의 환초로, 면적은 1.8km2, 인구는 393명(2002년 기준)이다. 15개의 작은 섬으로 구성되어 있다. 미국은 1800년대부터 구아노 제도법을 근거로 이 섬의 영유권을 주장했지만 1983년 이 섬을 투발루의 영토로 인정하게 된다.